# Novo Campo Airport
Novo Campo Airport är en flygplats i Brasilien.   Den ligger i kommunen Boca do Acre och delstaten Amazonas, i den västra delen av landet, 2 200 km väster om huvudstaden Brasília. Novo Campo Airport ligger 118 meter över havet.
Terrängen runt Novo Campo Airport är mycket platt. Närmaste större samhälle är Boca do Acre, 13,1 km nordväst om Novo Campo Airport.
Omgivningarna runt Novo Campo Airport är huvudsakligen savann. Trakten runt Novo Campo Airport är nära nog obefolkad, med mindre än två invånare per kvadratkilometer.